# Vicq-d'Auribat
Vicq-d'Auribat (gaskonsko Vic d'Auribat) je naselje in občina v francoskem departmaju Landes regije Akvitanije. Naselje je leta 2009 imelo 261 prebivalcev.

## Geografija
Kraj leži v pokrajini Gaskonji 22 km severovzhodno od Daxa.

## Uprava
Občina Vicq-d'Auribat skupaj s sosednjimi občinami Cassen, Clermont, Gamarde-les-Bains, Garrey, Gibret, Goos, Gousse, Hinx, Louer, Lourquen, Montfort-en-Chalosse, Nousse, Onard, Ozourt, Poyanne, Poyartin, Préchacq-les-Bains, Saint-Geours-d'Auribat, Saint-Jean-de-Lier in Sort-en-Chalosse sestavlja kanton Montfort-en-Chalosse s sedežem v Montfortu. Kanton je sestavni del okrožja Dax.

## Zanimivosti
- cerkev sv. Vincenca diakona;